# Diocesi di Malindi
La diocesi di Malindi (in latino Dioecesis Malindiensis) è una sede della Chiesa cattolica in Kenya suffraganea dell'arcidiocesi di Mombasa. Nel 2023 contava 42.235 battezzati su 646.640 abitanti. È retta dal vescovo Wilybard Lagho.

## Territorio
La diocesi comprende per intero la contea di Lamu e parti di quelle di Kilifi e di Tana River nella parte sud-orientale del Kenya.
Sede vescovile è la città di Malindi, dove si trova la cattedrale di Sant'Antonio.
Il territorio è suddiviso in 23 parrocchie.

## Storia
La diocesi è stata eretta il 2 giugno 2000 con la bolla Ad provehendam di papa Giovanni Paolo II, ricavandone il territorio dall'arcidiocesi di Mombasa e dalla diocesi di Garissa.

## Cronotassi dei vescovi
Si omettono i periodi di sede vacante non superiori ai 2 anni o non storicamente accertati.
- Francis Baldacchino, O.F.M.Cap. † (2 giugno 2000 - 9 ottobre 2009 deceduto)
- Emmanuel Barbara, O.F.M.Cap. † (9 luglio 2011 - 5 gennaio 2018 deceduto)
  - Sede vacante (2018-2020)
- Wilybard Lagho, dal 28 dicembre 2020

## Statistiche
La diocesi nel 2023 su una popolazione di 646.640 persone contava 42.235 battezzati, corrispondenti al 6,5% del totale.
| anno | popolazione | popolazione | popolazione | presbiteri | presbiteri | presbiteri | presbiteri                | diaconi | religiosi | religiosi | parrocchie |
| anno | battezzati  | totale      | %           | numero     | secolari   | regolari   | battezzati per presbitero | diaconi | uomini    | donne     | parrocchie |
| ---- | ----------- | ----------- | ----------- | ---------- | ---------- | ---------- | ------------------------- | ------- | --------- | --------- | ---------- |
| 2000 | 20.000      | 539.000     | 3,7         | 13         | 2          | 11         | 1.538                     |         | 13        | 6         | 7          |
| 2001 | 20.000      | 539.000     | 3,7         | 20         | 4          | 16         | 1.000                     |         | 19        | 14        | 8          |
| 2002 | 20.500      | 539.000     | 3,8         | 24         | 3          | 21         | 854                       |         | 24        | 14        | 9          |
| 2003 | 21.300      | 539.000     | 4,0         | 21         | 3          | 18         | 1.014                     |         | 21        | 14        | 9          |
| 2004 | 21.800      | 539.000     | 4,0         | 25         | 6          | 19         | 872                       |         | 22        | 17        | 12         |
| 2013 | 29.171      | 539.827     | 5,4         | 35         | 15         | 20         | 833                       |         | 25        | 55        | 17         |
| 2016 | 47.404      | 586.861     | 8,1         | 37         | 15         | 22         | 1.281                     |         | 32        | 65        | 18         |
| 2019 | 39.003      | 597.408     | 6,5         | 44         | 15         | 29         | 886                       |         | 37        | 85        | 21         |
| 2021 | 40.120      | 614.280     | 6,5         | 40         | 14         | 26         | 1.003                     | 2       | 33        | 78        | 21         |
| 2023 | 42.235      | 646.640     | 6,5         | 44         | 18         | 26         | 959                       | 2       | 41        | 90        | 23         |